# Sgùrr a' Chaorachain
Sgùrr a' Chaorachain är ett berg i Storbritannien.   Det ligger i kommunen Highland och riksdelen Skottland, i den nordvästra delen av landet, 700 km nordväst om huvudstaden London. Toppen på Sgùrr a' Chaorachain är 1 053 meter över havet.
Terrängen runt Sgùrr a' Chaorachain är huvudsakligen kuperad.Runt Sgùrr a' Chaorachain är det mycket glesbefolkat, med 4 invånare per kvadratkilometer. Trakten runt Sgùrr a' Chaorachain består i huvudsak av gräsmarker.